# Vienna Open 2020
Il Vienna Open 2020, noto anche come Erste Bank Open per motivi di sponsorizzazione, è stato un torneo di tennis giocato su campi di cemento al coperto. È stata la 46ª edizione del Vienna Open e faceva parte della categoria ATP Tour 500 nell'ambito dell'ATP Tour 2020. Gli incontri si sono svolti nella Wiener Stadthalle di Vienna, in Austria, dal 26 ottobre al 1º novembre 2020.

## Partecipanti

### Teste di serie
| Nazionalità | Giocatore          | Ranking* | Testa di serie |
| ----------- | ------------------ | -------- | -------------- |
| Serbia      | Novak Đoković      | 1        | 1              |
| Austria     | Dominic Thiem      | 3        | 2              |
| Grecia      | Stefanos Tsitsipas | 5        | 3              |
| Russia      | Daniil Medvedev    | 6        | 4              |
| Russia      | Andrej Rublëv      | 8        | 5              |
| Argentina   | Diego Schwartzman  | 9        | 6              |
| Francia     | Gaël Monfils       | 11       | 7              |
| Canada      | Denis Shapovalov   | 12       | 8              |

* Ranking al 19 ottobre 2020.

### Altri partecipanti
I seguenti giocatori hanno ricevuto una wildcard per il tabellone principale:
- Novak Đoković
- Dennis Novak
- Jurij Rodionov
- Jannik Sinner

Il seguente giocatore è entrato in tabellone come special exempt:
- Daniel Evans

I seguenti giocatori sono entrati in tabellone con il ranking protetto:
- Kevin Anderson
- Kei Nishikori

I seguenti giocatori sono passati dalle qualificazioni:

- Attila Balázs
- Aljaž Bedene
- Norbert Gombos
- Vasek Pospisil

I seguenti giocatori sono entrati in tabellone come lucky loser:
- Jason Jung
- Vitaliy Sachko
- Lorenzo Sonego

### Ritiri
Prima del torneo
- Matteo Berrettini → sostituito da  Taylor Fritz
- Alex de Minaur → sostituito da  Jason Jung
- Fabio Fognini → sostituito da  Filip Krajinović
- David Goffin → sostituito da  Jan-Lennard Struff
- John Isner → sostituito da  Alex de Minaur
- Kei Nishikori → sostituito da  Vitaliy Sachko
- Milos Raonic → sostituito da  Hubert Hurkacz
- Diego Schwartzman → sostituito da  Lorenzo Sonego

Durante il torneo
- Kevin Anderson
- Aljaž Bedene
- Gaël Monfils
- Jannik Sinner

## Partecipanti al doppio

### Teste di serie
| Nazione     | Giocatore             | Nazione     | Giocatore     | Ranking* | Testa di serie |
| ----------- | --------------------- | ----------- | ------------- | -------- | -------------- |
| Croazia     | Mate Pavić            | Brasile     | Bruno Soares  | 11       | 1              |
| Stati Uniti | Rajeev Ram            | Regno Unito | Joe Salisbury | 16       | 2              |
| Polonia     | Łukasz Kubot          | Brasile     | Marcelo Melo  | 24       | 3              |
| Francia     | Pierre-Hugues Herbert | Francia     | Nicolas Mahut | 25       | 4              |

* Ranking aggiornato al 19 ottobre 2020.

### Altri partecipanti
Le seguenti coppie hanno ricevuto una wildcard per il tabellone principale:
- Daniel Evans /  Oliver Marach
- Dennis Novak /  Dominic Thiem

La seguente coppia è passata dalle qualificazioni:
- Karol Drzewiecki /  Szymon Walków

### Ritiri
Durante il torneo
- Rajeev Ram
- Joe Salisbury

## Punti e montepremi
| Torneo              | V        | F       | SF      | QF      | 2T      | 1T      | Q    | Q2     | Q1     |
| Singolare           | 500      | 300     | 180     | 90      | 45      | 0       | 20   | 10     | 0      |
| Premi in denaro (€) | €105 240 | €85 000 | €61 000 | €41 500 | €32 755 | €18 095 | N.D. | €8 245 | €4 580 |
| Doppio              | 500      | 300     | 180     | 90      | N.D.    | 0       | N.D. | N.D.   | N.D.   |
| Premi in denaro (€) | €40 500  | €32 190 | €25 400 | €18 000 | N.D.    | €9 920  | N.D. | N.D.   | N.D.   |

## Campioni

### Singolare
Andrej Rublëv ha sconfitto in finale  Lorenzo Sonego con il punteggio di 6-4, 6-4.
- È il settimo titolo in carriera per Rublëv, il quinto della stagione.

### Doppio
Łukasz Kubot /  Marcelo Melo hanno sconfitto in finale  Jamie Murray /  Neal Skupski con il punteggio di 7-6(5), 7-5.